# マツダ・カペラ
カペラ（Capella）は、日本の自動車メーカーのマツダが製造・販売していた自動車（中型乗用車）。
ファミリアとともにマツダ乗用車の基幹車種として広く知られていた。3代目以降は欧州市場を意識した設計となり、ヨーロッパへの輸出も多く行われたほか、4代目からは当時同クラスの日本車では珍しかった5ドアハッチバックも設定されていた。この設計思想は後継車のアテンザにも引き継がれている。
日本国外では「マツダ・626」として販売された。
世代についてはマツダ公式サイトのHISTORY OF MAZDAを元にしている。書籍によっては記述が異なる場合もある。

## 初代 SNA/SU2A/S122A型（1970年 - 1974年）
- 1970年（昭和45年）5月登場、愛称は風のカペラ。当初は、ファミリアの上位機種として、12A型ロータリーエンジンを搭載するモデルと、1,600ccレシプロエンジンを搭載するモデルがあった。12Aロータリーエンジンはカペラロータリーのために開発されたもので、基本的には10A型と同じだったが、ローターハウジング一つあたりを軸方向に10mm延長し、単室容積で573ccの排気量を得た。また、排気孔をハニカムポートとして燃焼効率を上げ、トルク特性を改善した。最高出カ120PS/6,500rpm（グロス）、最大トルク16.0kgf·m/3,500rpm（グロス）、さらに最高速度は190km/h（MT車）で、当時の日本車としては、並はずれたパワーを誇った。そのエンジンパワーを生かし、レースにも出場。当時無敵を誇った日産・スカイラインGT-Rにモーターレースで挑んだが、車重がやや大柄で重いという欠点があり、打倒GT-Rの達成はサバンナまで待つ必要があった。

- 0 → 400m ( SS 1/4マイル ) ＝ 15.7秒（MT車）と、当時としては圧倒的な加速力を示し、ストックの状態でこれを上回るのはポルシェ・911だけとまで言われた。
- タイヤは13inを採用し低重心化を図った。また、1クラス上のトヨタ・マークIIに匹敵する車内空間を有す。
- 軽量化を図ってボディをステンレス鋼とする計画があったが、安全面で当局の認可が下りずに販売を断念。この試作車両（ロータリーエンジン累計生産20万基記念車）がマツダR&Dセンター横浜にて保存・展示されている。
- 1970年10月、レシプロエンジンに1,500ccが追加される。
- 1971年（昭和46年）10月、マイナーチェンジ。デビューしたサバンナとの差別化を図るためにGシリーズとして、4灯ヘッドライトを採用。ロータリー車に初のATであるREマチック仕様が登場した。ロータリーに合わせた特性で、0→400m=17.5秒だった。
- 1971年から1973年までがカペラを含めたロータリー全盛期で、1971年は6万3,389台、1972年は5万7,748台、1973年は5万4,962台販売された。
- この初代モデルのみ、輸出名は「マツダ616」「マツダ618」（末尾の数が6なら1.6Lモデル、8なら1.8Lモデル）。またロータリーエンジン搭載モデルは「マツダ・RX-2」の名が付けられた。

| 形式名称 | グレード                                       |
| -------- | ---------------------------------------------- |
| SNA      | カペラ1600 4ドアST,カペラ1600 クーペ           |
| SU2A     | カペラ1500 4ドアST,カペラ1500 クーペDX         |
| S122A    | カペラロータリー4ドアDX,カペラロータリークーペ |

## 2代目 CB12S型（1974年 - 1978年）
- 1974年2月27日に「ビッグチェンジ」としてフェイスリフトを受け、2代目カペラロータリーAPとなった。初代と基本的なボディ形状は変わらなかったが、フロントマスクの意匠が刷新され、フロントオーバーハングも110mm延長された。またインパネも4連丸形メーターの意匠に刷新された。レシプロエンジン1,800cc、そして1975年の排ガス規制に適応したロータリーAP、レシプロエンジン1800APが追加された。1975年10月に1,600cc、1,800cc、ロータリーともに1976年の排ガス規制に適応した。低公害車であったが、サーマルリアクター方式を採用し、当時の他の車両と比べて性能低下は少なく、また有鉛・無鉛ガソリンの両方を使用することができた。
  - 1970年から1978年までの、初代と2代目のカペラロータリー累計販売台数は22万5,003台販売した。
  - マツダ公式サイトHISTORY OF MAZDAでは、型式が変わったことからフェイスリフト後のカペラロータリーAPを2代目としている[4]。一方、二玄社発行の別冊CG自動車アーカイヴVol.5 70年代の日本車篇（ISBN 4544091756）などでは、このモデルを初代後期とし、CB系を2代目としており、以降、1世代ずつずれているので、それも追記する。

## 3代目 CB型（1978年 - 1985年）
- 1978年10月、マツダの他の主力車種ファミリア、ルーチェ、サバンナRX-7に遅れる形で、初代登場から8年5ヶ月ぶりにフルモデルチェンジを行い3代目カペラになった（カペラAPが2代目のため）。3代目よりロータリー車は設定されずにレシプロ専用モデルとして登場、ファミリーカーに生まれ変わった。グランドファミリアセダンの後継モデルとしての意味合いも兼ねている。実質は2代目ルーチェのシャーシを流用したモデルチェンジ版。
  - ボディタイプは従来からの4ドアセダンとともに、2ドアを先代までのクーペスタイルではなく、フロントドアサッシュレス&Bピラーレスのハードトップスタイルへと変更する。空気抵抗は当時の車種としては良く、ハードトップはCd値=0.38だった。また、同クラスの車種と比べて車内の居住空間及びトランクスペースは大きい方だった。デビュー当初のフロント周りは、グリル部のみが傾斜し前照灯部が切り立ってSAE規格の角型2灯ランプを配した奥目がちなデザインであった。エンジンは発売当初は1,600ccと1,800ccの2タイプが用意された[注釈 1]。
- 1979年3月、2,000cc（MA型 110PS）車と、タクシー向け1,800ccLPG車追加。
- 1980年9月、マイナーチェンジでフロント部の大幅変更を受け、角型異型レンズの採用でグリル面との連続性を持った、当時流行のマイナーチェンジ手法ともいえるスラントノーズデザインとなった。
- 1982年に後述の4代目（GC系）が登場してからも、4ドアセダンの1800LPGタクシー仕様は、FR駆動で整備性が良く価格も安いことから地方の事業者での支持が多く、1985年まで生産・販売が継続されていた。
- なお、参考画像の3代目カペラは前照灯にSAE規格の角型2灯ランプを配したものではあるが、これは日本仕様では後期型となる角型異型ライトのカペラをベースに、SAE規格の角型2灯を配した北米輸出仕様の「Mazda 626」で、フロントエンドの造形は1980年9月のマイナーチェンジより前の国内仕様とは違うものである。これは当時の米国ではまだ市販車両に於いて、前照灯の規格に非常に厳しい制限があり、当時のSAE規格に準じた丸型及び角型のランプ以外の使用を認めていなかったためである。

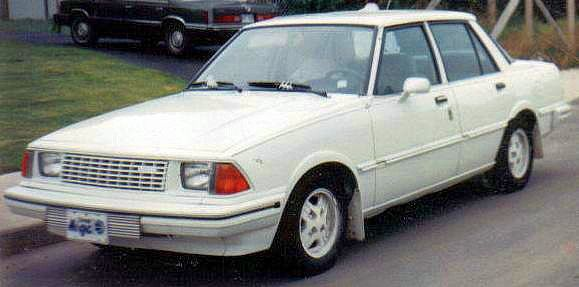
米国仕様

## 4代目 GC型（1982年 - 1987年）
- 1982年9月登場。駆動方式をFFに変更する。エンジンは新開発の1600（F6）、1800（F8）、2000EGI（FE）で「マグナム」の名称が与えられた。ボディは4ドアセダンと初代以来となる2ドアクーペ、後のマイナーチェンジで追加される5ドアハッチバックの3タイプ。また、この代からフォードブランドの姉妹車であるフォード・テルスターが登場。1982年-1983年の 日本カー・オブ・ザ・イヤーを受賞している。
- 1983年9月、セダンに2,000ccのディーゼル車と1800LPG車（タクシー、教習車のみ）が追加される。
- 1983年10月、グロス145PSの2000EGIターボモデルを追加、ターボ車はヘッドライトが角型4灯となり、他のグレードと差別化された。
- 1985年5月、マイナーチェンジ。テルスターに採用されていた5ドアハッチバックが追加される。5ドアハッチバックにはワゴン的にも使用できるシートアレンジメントが可能。安全対策としてシートベルトの機構部には急ブレーキをかけたときにロックされるテンションディヒューザーが採用される。
- イメージキャラクターにはフランスの俳優であるアラン・ドロンが起用されており、後に「アラン・ドロンバージョン」と呼ばれる特別仕様車も発売された。また韓国の起亜自動車ではこれをベースにしたモデル、コンコード/キャピタル (ko:기아 콩코드) を1987年～1995年にかけて生産・販売したことがある。

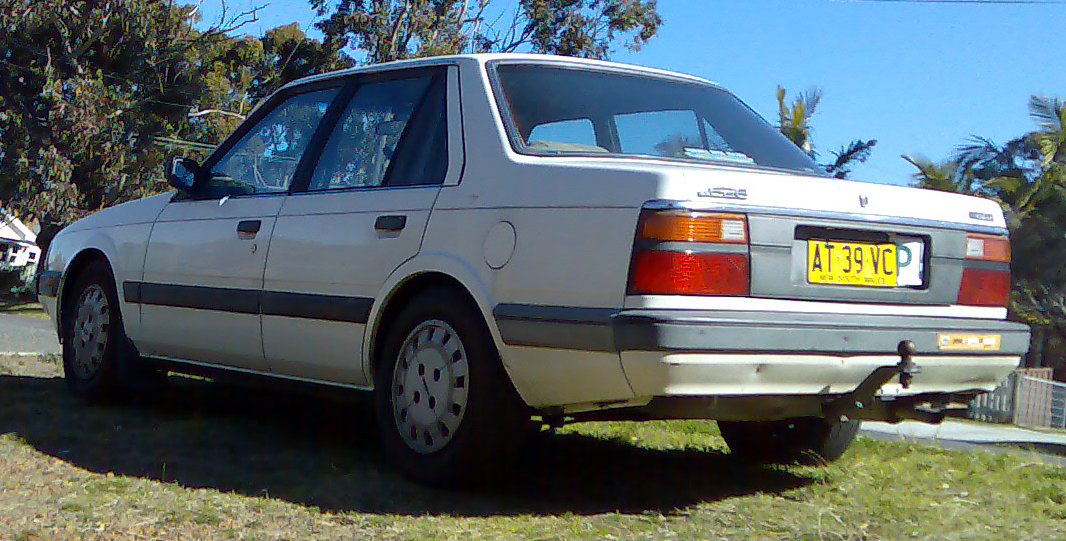
セダン：リア（写真は626）
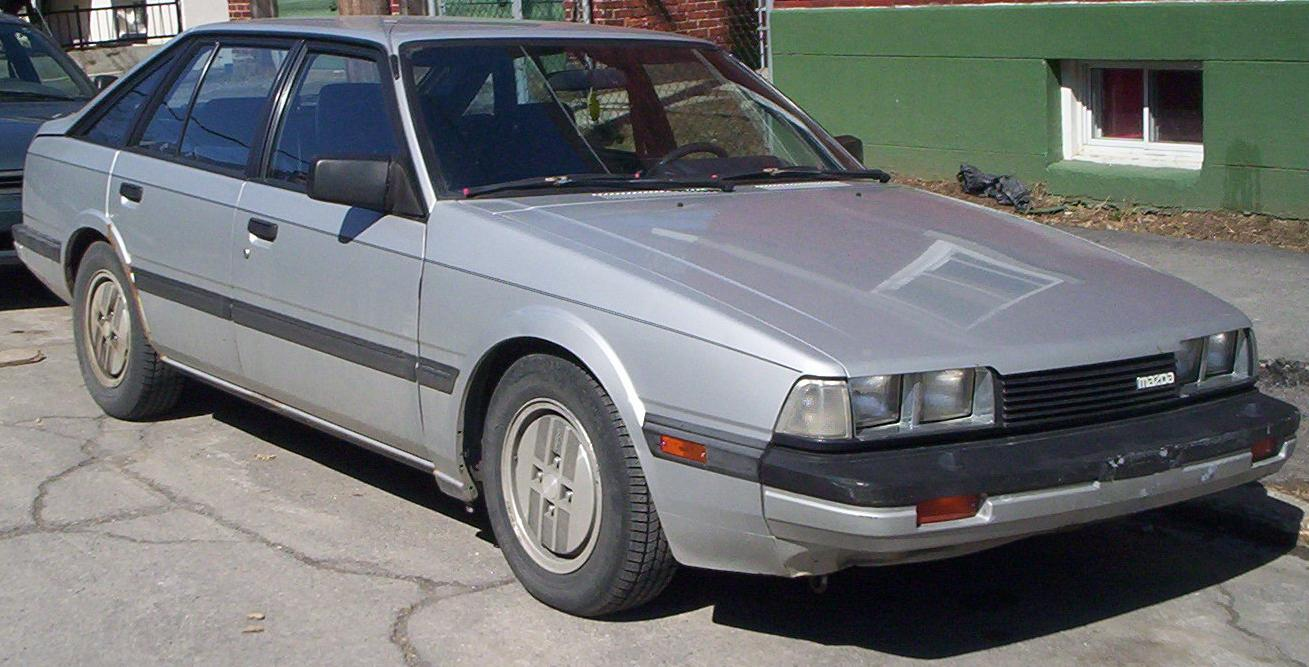
ハッチバック（写真は626）
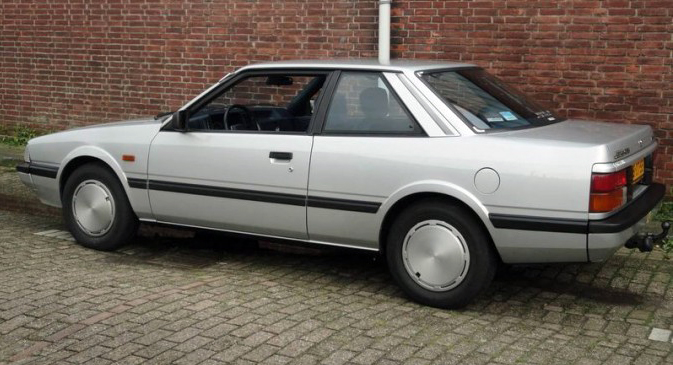
クーペ：リア（写真は626）
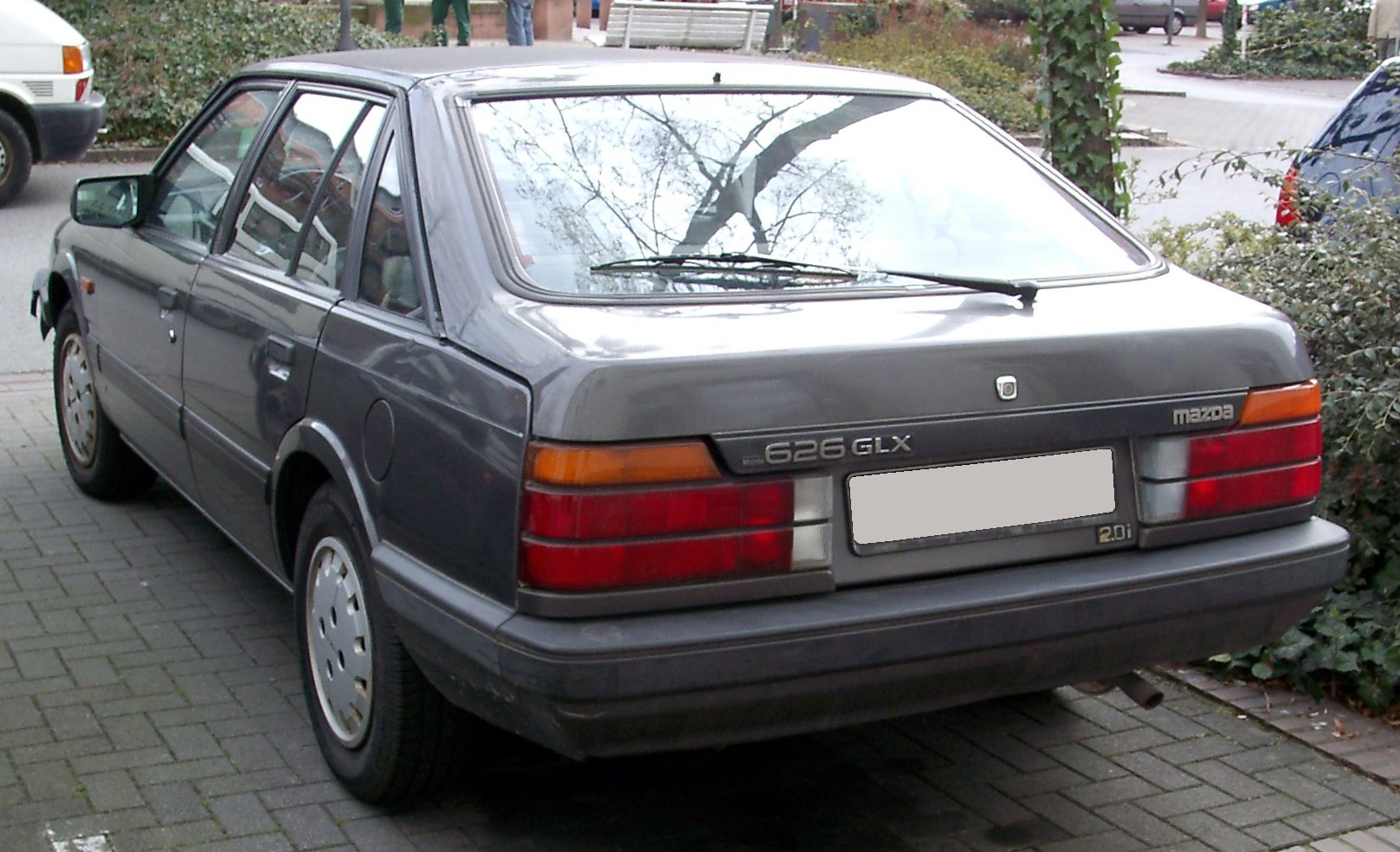
ハッチバック：リア（写真は626）

## 5代目 GD/GV型（1987年 - 1999年）
- 1987年5月登場。タクシー仕様は5代目が最終となった（後継はカスタムキャブに統合）。
  - ボディタイプはオーソドックスな4ドアノッチバックセダンとスポーティーな5ドアハッチバックセダンのカペラCG（City Gearの意）、そしてブリスターフェンダーが特徴的な2ドアクーペのカペラC2（Composite Coupeの意）。遅れて88年にステーションワゴンとライトバンのカペラカーゴワゴン・バンが追加された。
  - 世界初の電子制御車速感応型4WSや量産エンジン初のプレッシャーウェーブ・スーパーチャージャーディーゼルを搭載するなど、カペラの生産史上、最も華やかなモデルとなった[8]。
  - なおこの代のカペラは、ヘッドライトのバルブに、702K[注釈 2]という特殊なバルブを採用している[9]。
- 1987年7月、カペラCGにセンターデフロックスイッチを搭載したフルタイム4WDを追加。同時代のファミリアのフルタイム4WDと違い、2.0LにはリアデフにビスカスLSDが標準搭載された。
- 1988年2月、電子チューナーラジオ、オートアンテナなど装備を充実した特別仕様車1.8Lプロフィールシリーズを追加（セダン・SG-X、SG-Xi、CG・SG-R、SG-Ri）。
- 1988年、これをベースにしたハードトップ、ペルソナが登場。翌年には、ペルソナの姉妹車、ユーノス300が登場。
- 1988年2月、これまでカペラCGのみの採用であった4WSがセダン、C2にも設定拡大。
- 1988年3月、ステーションワゴンのカペラカーゴワゴンを追加。加えてLA系ベースのルーチェバンの後継として商用車（ライトバン）のカペラカーゴバンを販売。カペラカーゴワゴンは最後部に跳ね上げ式後ろ向きのシートを備え7人乗車が可能でもあり、カペラシリーズ初のミニバン的な車種だった。カペラカーゴはローライダー系カスタムを好む層から一時期人気があった。
- 1988年6月、クーペC2をベースにした300台の限定車「∞（アンフィニ）」登場（2.0L MTのみ）。メーカチューンされているが、主な内容は、ハイオク化により10PSアップの150PSとなったエンジン、ビスカスLSDの装備やリアストラットタワーバーの追加による足回りの専用チューニング、専用のシート・ステアリング・シフトノブを備えた内装など。なお、このエンジンは翌年のマイナーチェンジで搭載されるものの実質的な先行投入であった。
- 1989年6月、マイナーチェンジ。これまでCGのみであった4WDをセダンにも設定。4WDのセンターデフにはビスカスLSDが採用され、センターデフロックスイッチは廃止された。2.0L DOHCエンジンは圧縮比を上げハイオク化され、MT車は150PS、AT車は145PSに向上した。1.8LにDOHCエンジンを追加[注釈 3]。
- 1990年10月、カーゴワゴンに2.0L 4WD（5人乗り）の「GT」を追加。
- 1991年10月にはクロノス、アンフィニMS-6、MX-6の登場に伴いカーゴワゴン・バンを除き生産終了[10][11][12]。しかし、クロノスではステーションワゴンはラインナップされず、カーゴワゴンの続投で、スバル・レガシィに端を発するステーションワゴンブームを乗り切らなければならなかった。
- 1992年8月、カーゴワゴンがマイナーチェンジ。グリルを変更し、ボディカラーを完全に一新。1.8LエンジンがDOHC化されディーゼル4WDを追加。グレード体制を大幅に一新し、「GL-X」「GT」の2グレードから「SV」「SX」「GT」の3グレード体制になった。のちにFF車のサードシートを省いて5人乗りとした「SV-F」が追加される。
- 1994年7月[13][14][15]、カーゴワゴン及びカーゴバン以外の全グレードの在庫販売を完了。
- 1994年10月、マイナーチェンジ。ステーションワゴンの名称をカペラカーゴワゴンからカペラワゴンに改名し、フロント、リア、ルーフの造形が大幅に変更され（カーゴバンはルーフのみ変更）、テルスターワゴンとインパネを入れ替えるなどで内装を変更する。グリルガード付きの2L 4WD専用グレードFXと、タウンユース系で後ろ向きサードシートを備えるFF車のSX、下位グレードのSV（4WD / FF）に変更。フロントグリルが大型化され、4WD車はボディー同色、FF車はメッキ仕上げとなる。4WD車は、いわゆる「RVブーム」の影響からいずれも最低地上高が上げられており、悪路走破性が増している。特に、FXはマツダ初のクロスオーバーSUVとなった。ヘッドライトのバルブが、702K/H1（LO[注釈 4]/HI）の4灯からH4バルブ2灯に変更された[9]。
- 1995年7月[16]、カーゴワゴンの販売終了。
- 1996年7月、ワゴンをマイナーチェンジ。リアスタイルが変更される。コンセプトカーBU-X（デミオ）を彷彿させるバンパーとフロントグリルが一体化したクルージング系（FX-CRUISING（2L 4WD） / SX-CRUISING（2L FF））と、SVの補完グレードSV-F（1.8L FF）を追加。2.0Lディーゼルエンジンは88PS、2.0L DOHCエンジンは165PSとなる（FX/FX-CRUISINGのみ）。
- 1997年7月3日、シリーズで10年製造され続けたGD/GV型ワゴンとして最後の特別仕様車「SV-CRUISING」を発売。「SV」をベースに、上記のクルージング系のデザインを移植。又、ハイマウントストップランプや4W-ABSも装備しながら、価格はベース車より引き下げられている。
- 1997年10月[17]、ワゴンの生産終了。在庫対応分のみの販売となる。
- 1997年11月17日、GV系カペラワゴンが7代目にフルモデルチェンジされたのに伴い販売終了。カーゴバンは一部変更でこの年から制定されたマツダの現在のCIマークが装着された。
- 1999年、カーゴバンが廃止（1クラス下のファミリアバンに統合）。
- コロンビアのコンパニアコロンビアナアウトモトリスS.A.(CCA)では、日本ではクロノスと6代目カペラ登場以降も1999年まで生産されていた。現地では、626ASAHIというネーミングで販売されていた。

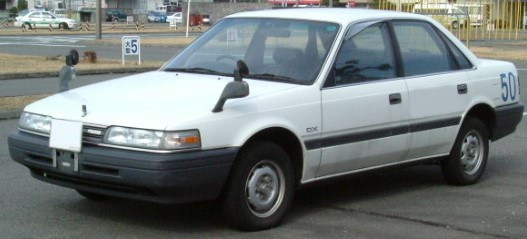
教習車仕様
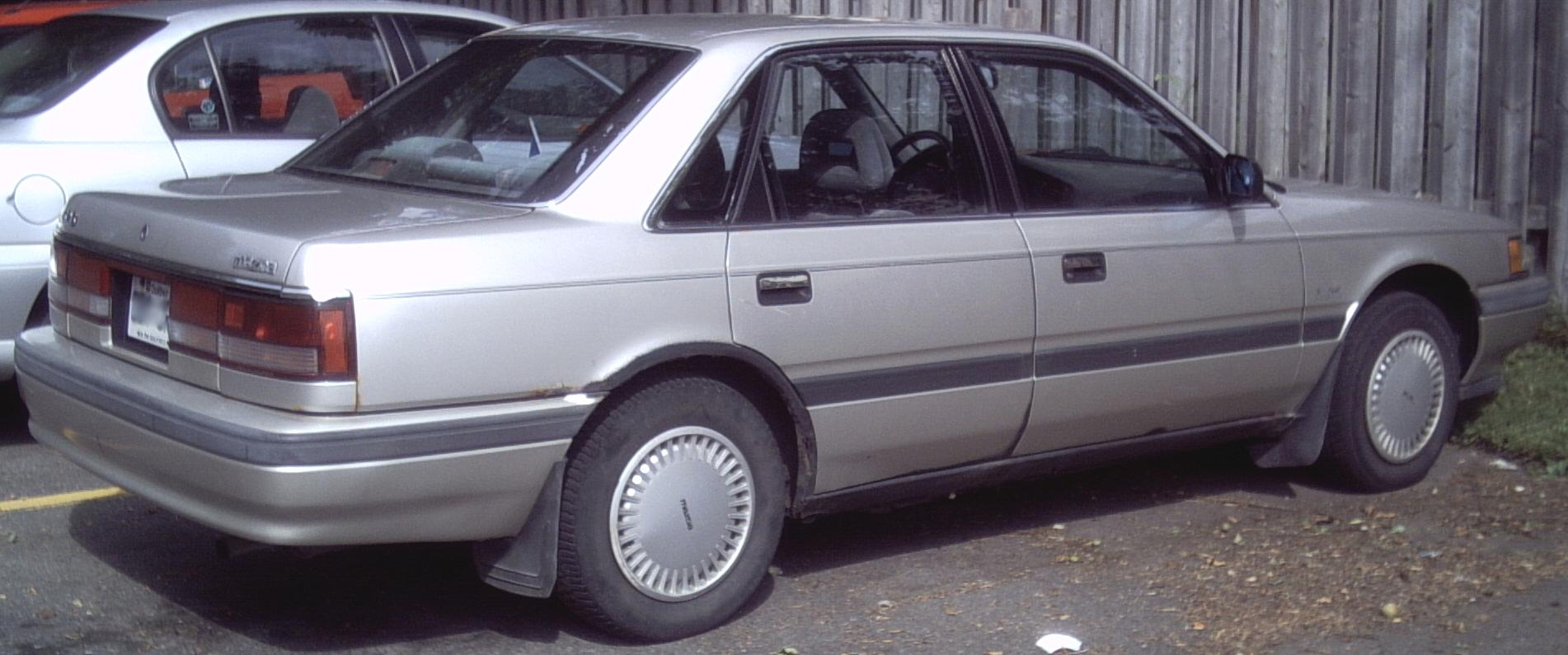
セダン：リア（写真は626）
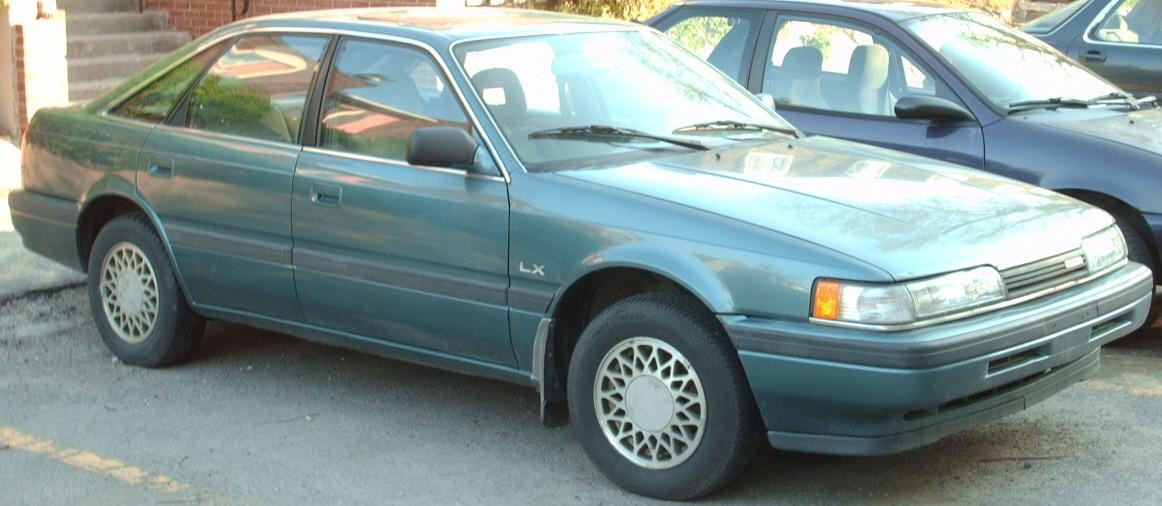
ハッチバック（写真は626）
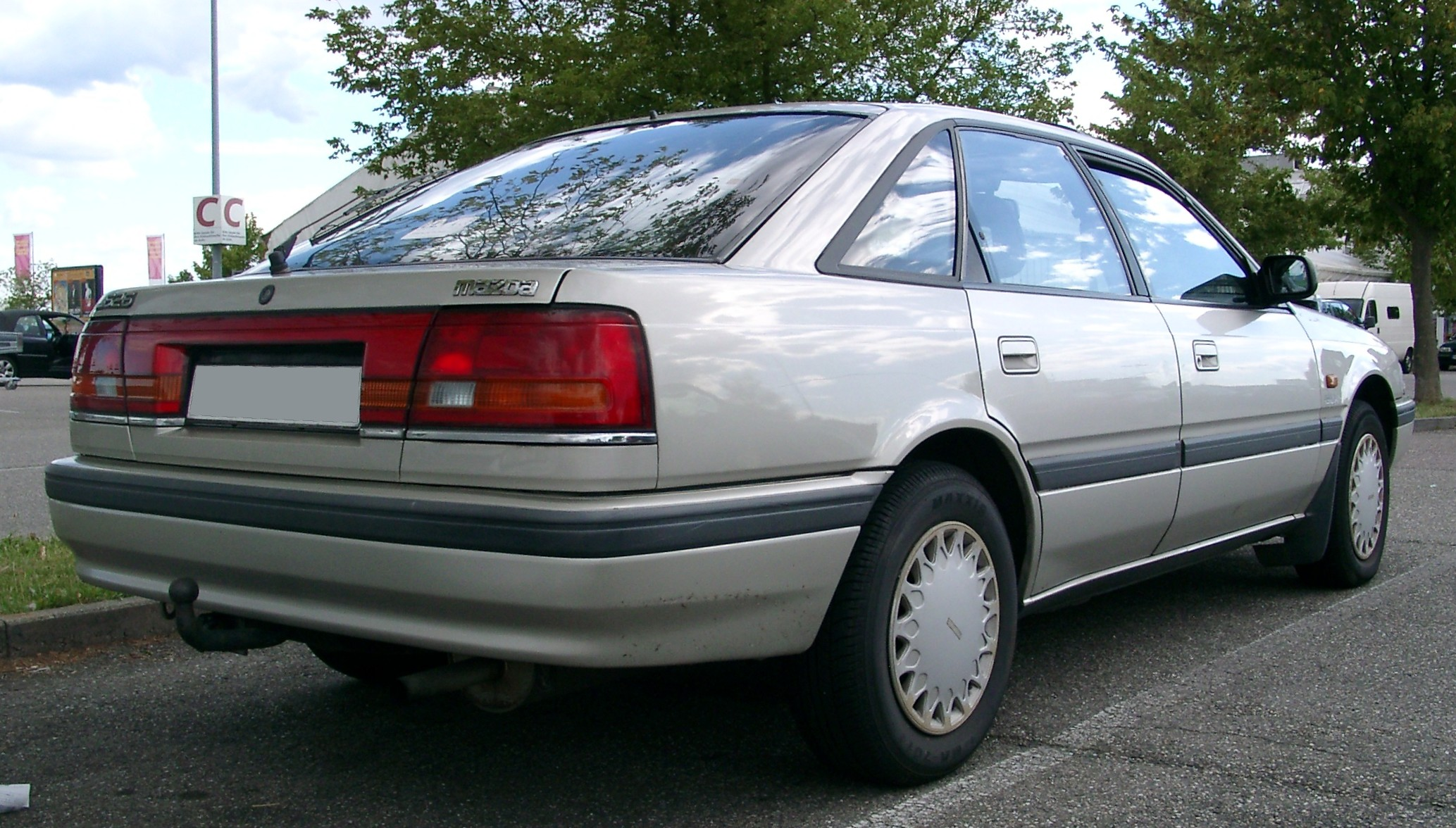
ハッチバック：リア（写真は626）

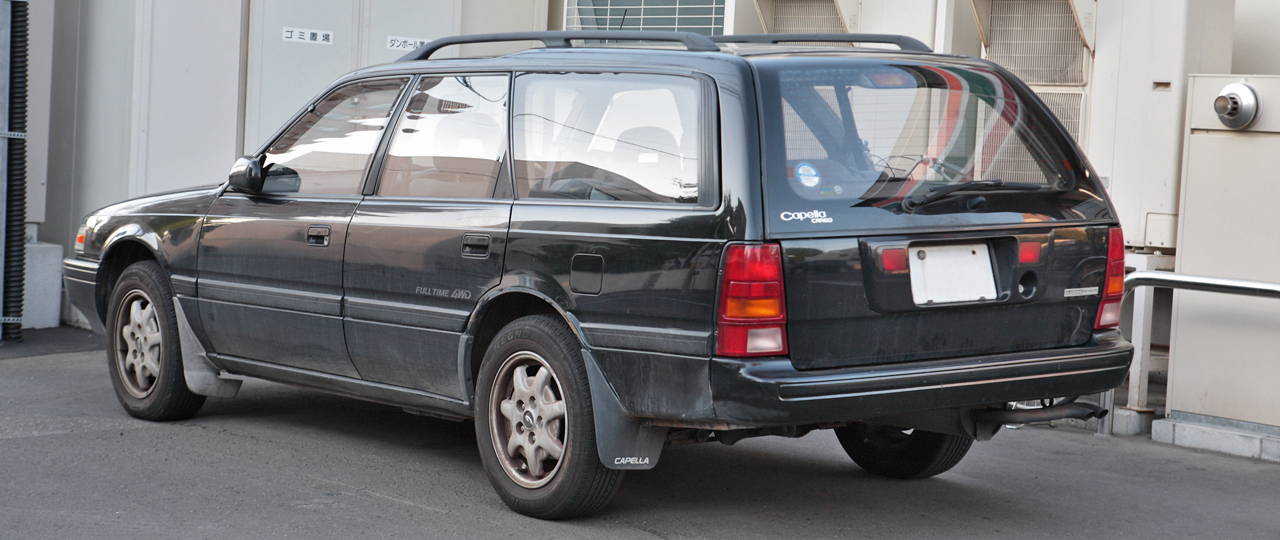
カペラカーゴ （後期型 リア）
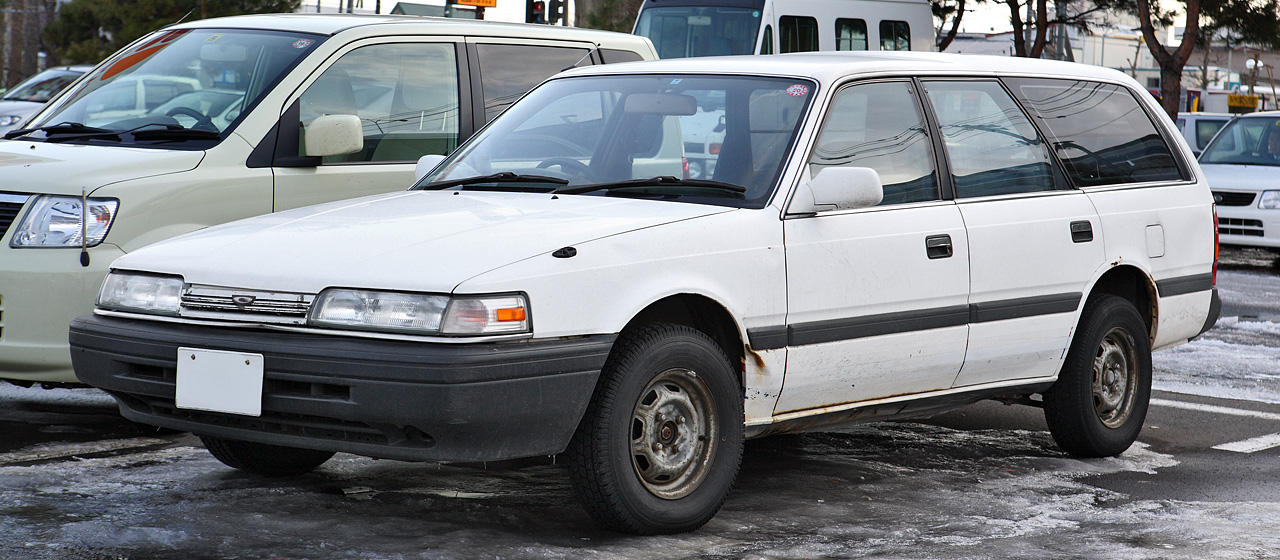
カペラカーゴバン
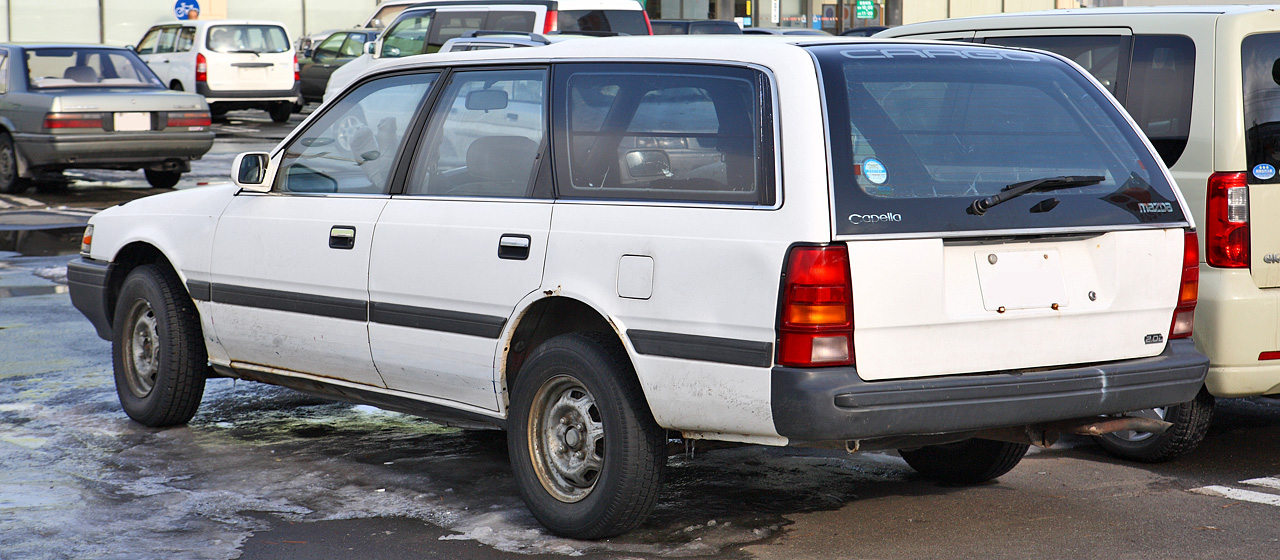
カペラカーゴバン（リア）

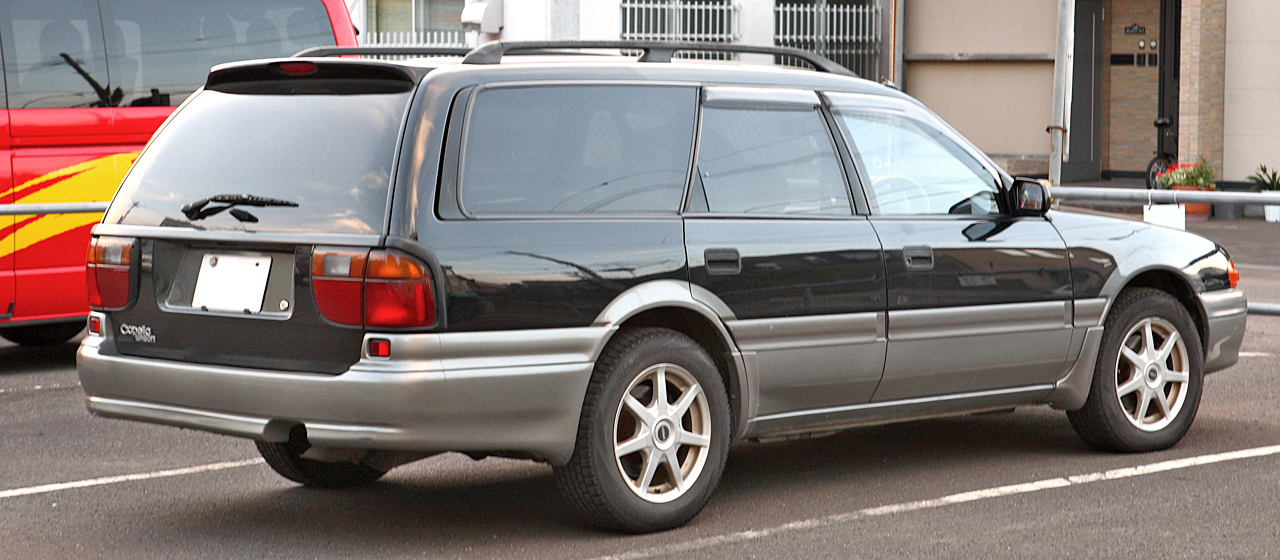
ワゴン（リア）
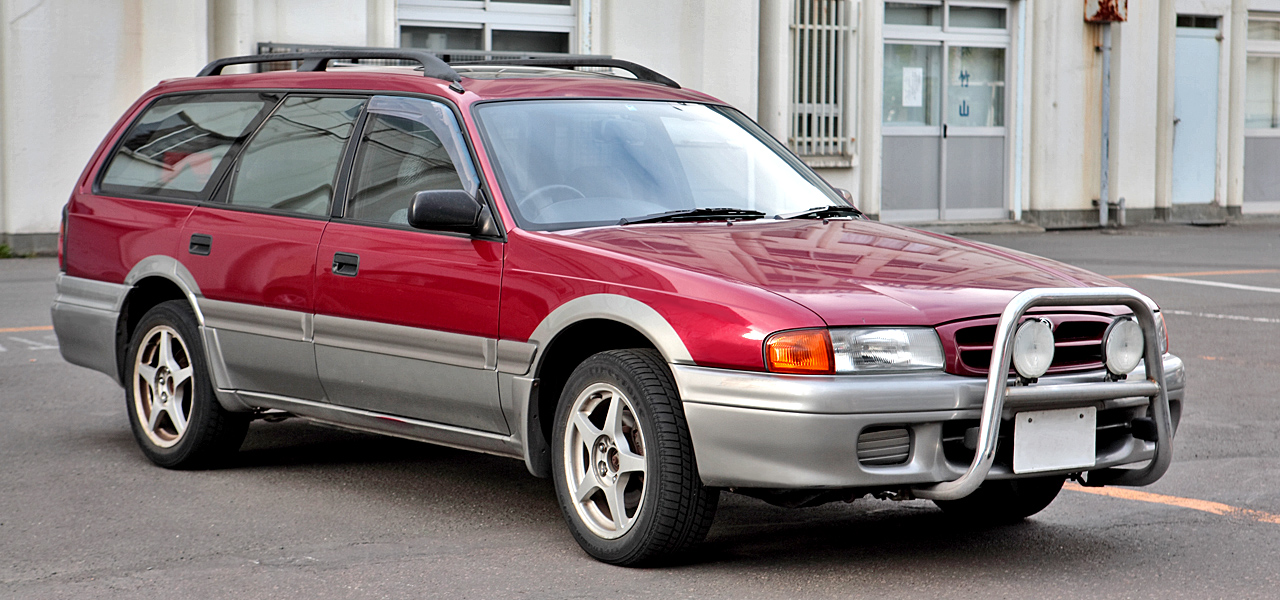
ワゴン FX
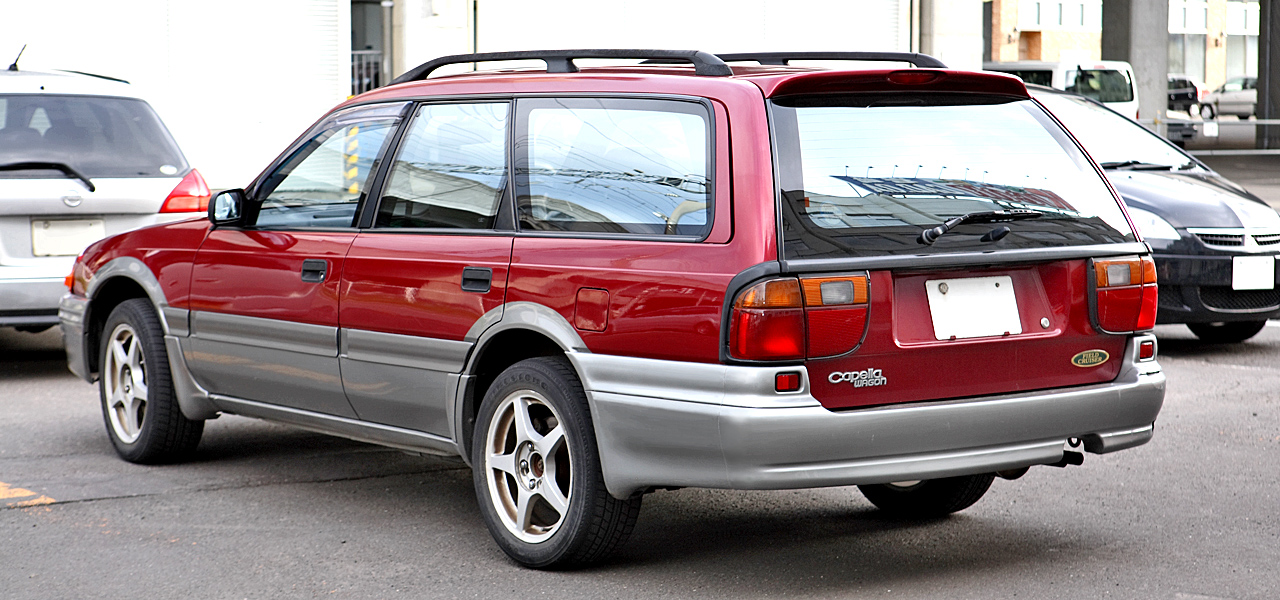
ワゴン FX（リア）
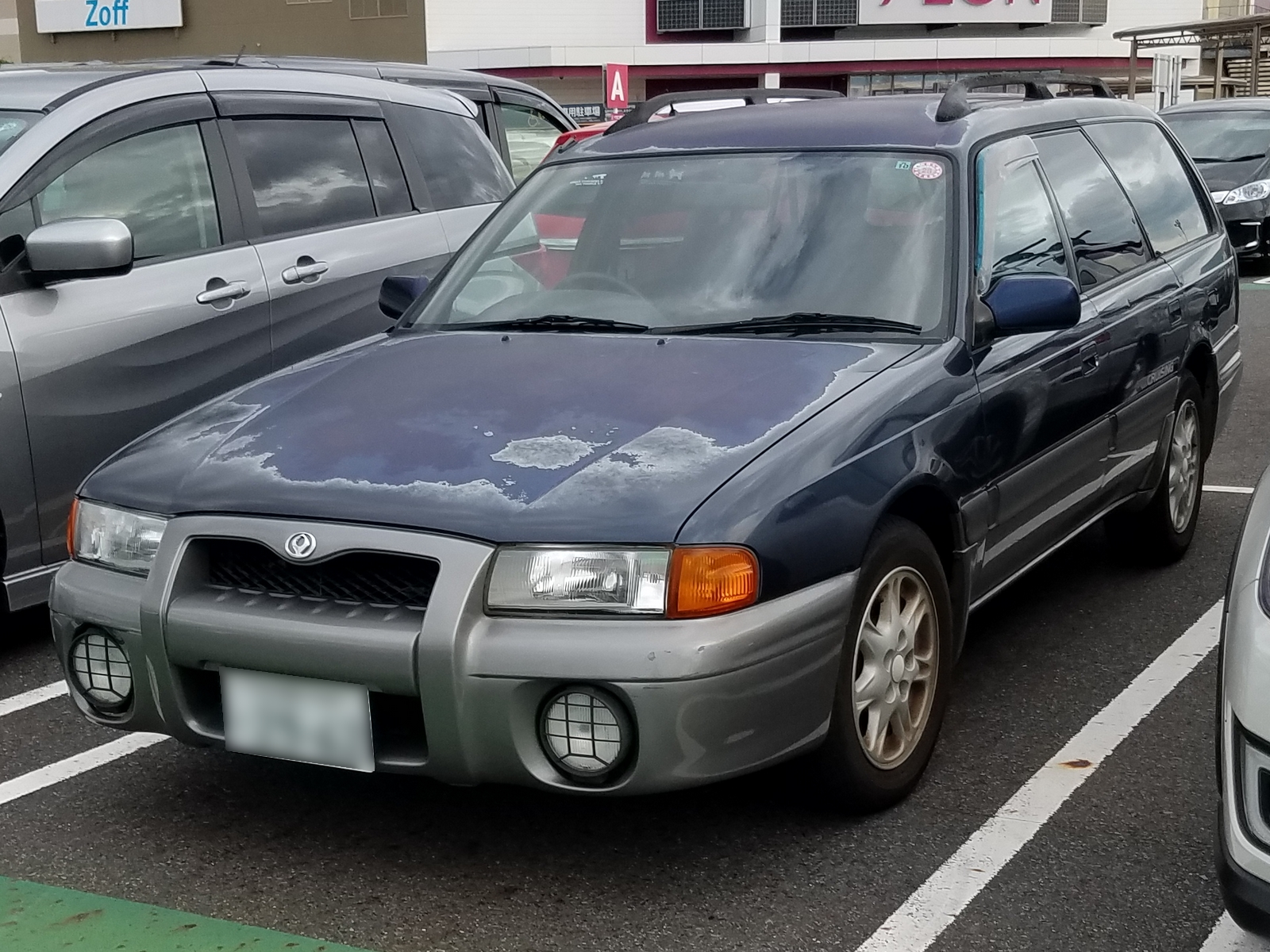
ワゴン SXクルージング
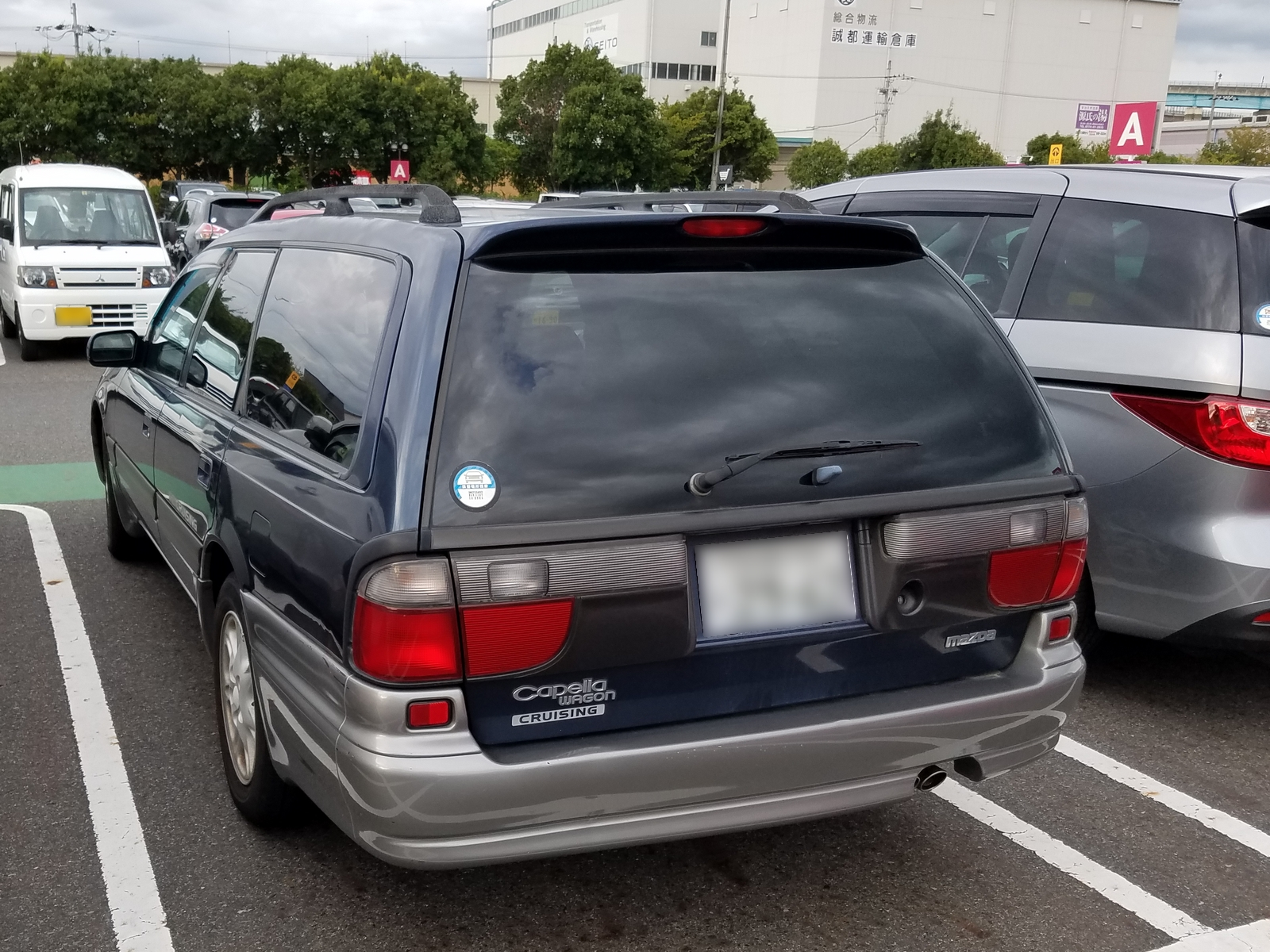
ワゴン SXクルージング

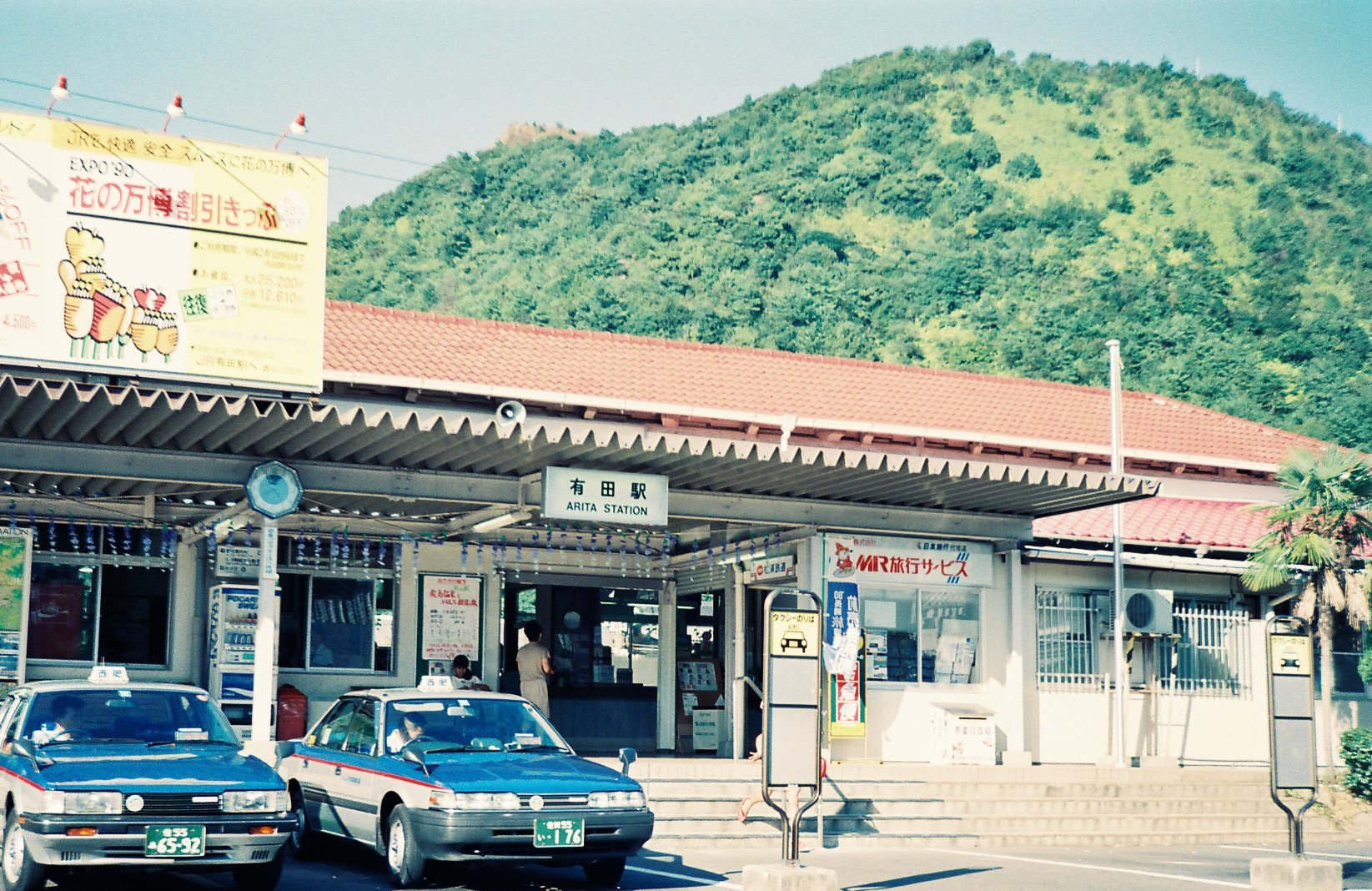
有田駅のタクシー乗り場で待機するカペラGD型（右）とGC型（左）のタクシー

## 6代目 CG型（1994年 - 1997年）
- 1994年8月登場。いわゆる｢クロノスの悲劇｣[19]から、早急な車種統合と後継車種の投入に迫られた。このタイミングでアンフィニMS-6が生産終了（クロノスは1年強、6代目カペラと併売）。GEプラットフォームのクロノスをベースにナローボディ（=5ナンバーボディ）化され、ユーノス500の骨格（いわゆるサスペンション）を流用したCGプラットフォーム#CGのセダンが復活した。この開発期間は9ヶ月と異例の短期間であった事から当時のマツダが、前述の「クロノスの悲劇」によりどれほど窮地に立たされていたかを物語っていた。センティアをシャープにしたようなフロントノーズは、これまでのスラントノーズが持ち味だった以前のカペラと比べ、クオリティ面ではかつてのカペラとは比較にならないほどチープと酷評されたが、しかし5ナンバーサイズに戻された事及び、当時のこのクラスのセダンにふさわしい快適装備を持ちながらも車両本体価格が抑えられたことなどからお買い得感が高かったおかげで商品的にはそれなりの成功を収めた。尚、フォード（オートラマ）向けは「テルスターII」を名乗った。
  - クロノスの姉妹車3代目テルスターよりインパネを流用。
  - ステーションワゴンは先代のカーゴを大幅にマイナーチェンジしてカペラワゴンに改名し、1994年10月に販売された。なお、初代から設定されていた2ドアモデルはこの代から廃止されている。
  - 6代目は事実上日本国内専用車であったが、香港、マカオなどの左側通行（左ハンドルへの設計変更が伴わない）地域に限り輸出された。なお、6代目の販売中、日本国外ではクロノスを継続販売していたほか、日本市場でもクロノスが1994年10月にマイナーチェンジした上で併売、翌年12月に国内販売打ち切りとなった。
  - 初期のCMキャラクターは萩原健一。ワゴンのCMキャラクターは萩原と前田愛。
- 1996年1月には一部改良を実施。アルミホイール/ホイールキャップデザインの変更、メッキモール付リアガーニッシュの追加(Giグレード以上)、ベージュ内装の追加、運転席エアバッグの標準化[Fi(4WD)を除く]、装備品の一部見直し（Giグレード以上への木目調パネルの追加、Giグレードのエアコンをマニュアルからオートへ変更など）等が行われた。
- 1996年7月にはFi(4WD)にも運転席エアバッグを標準化、これにより全車運転席エアバッグが標準装備となる。
- 1997年7月[20]に生産終了。在庫対応分のみの販売となる。
- 1997年8月に7代目と世代交代して販売終了。

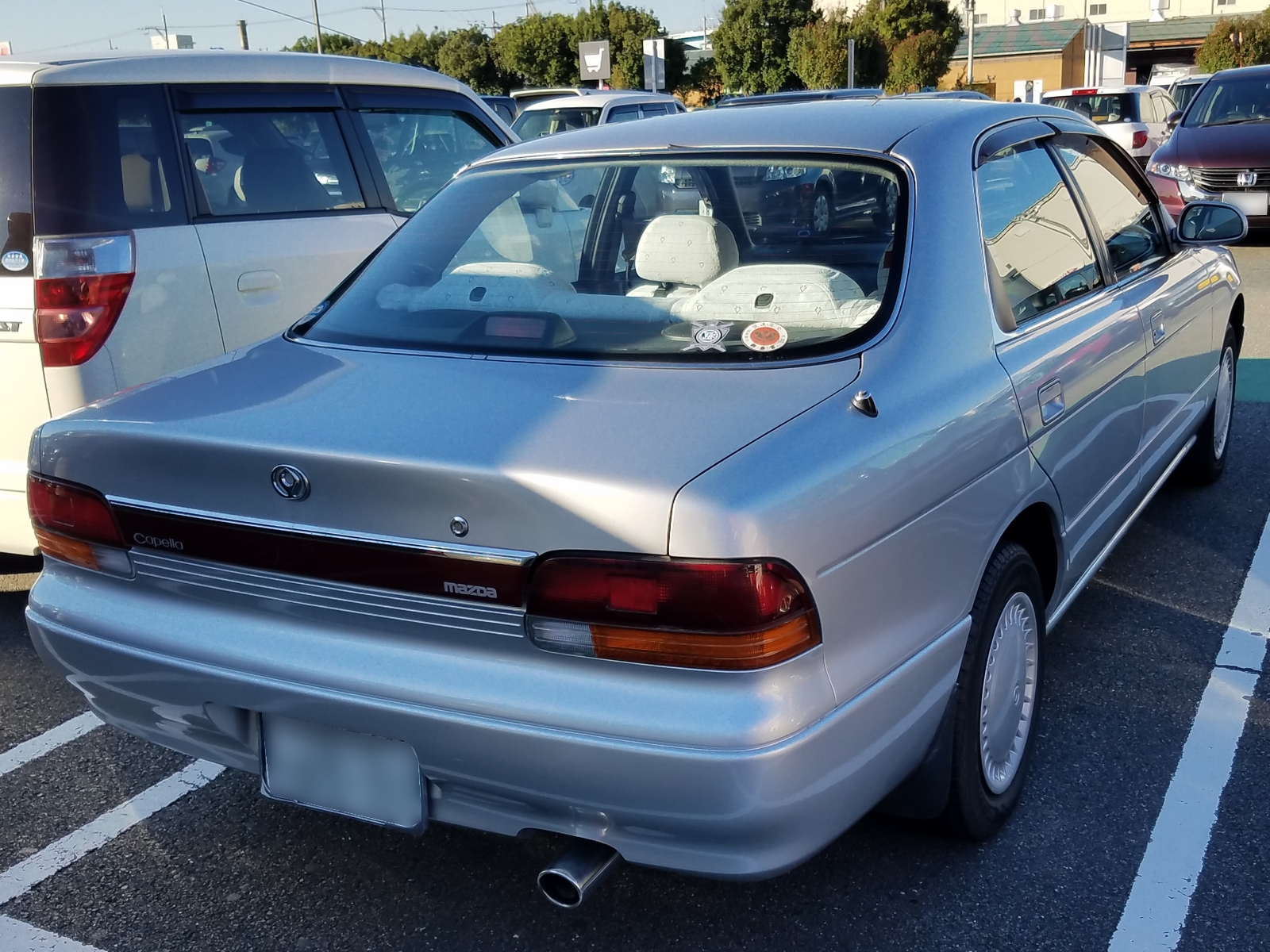
Gi リア (1996年1月-1997年8月)
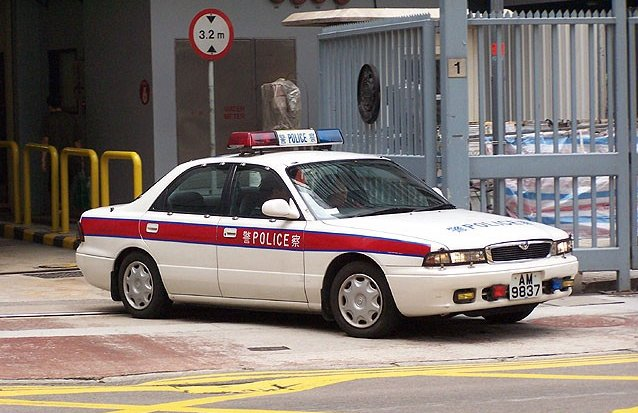
香港のパトロールカー

## 7代目 GF/GW型（1997年 - 2002年）
- 1997年8月20日にモデルチェンジされる。先代で酷評された質感はアップされ、クロノス譲りのプラットフォームも改められ先代モデルのような急仕込み的なものではない。ボディは4ドアセダンと5ドアワゴンの2種。海外向けには5ドアハッチバックセダンも存在する。助手席シートが前に倒れテーブルになるなど多彩なシートアレンジが売りであり、セダンは「ワゴンを学んだセダンです」ワゴンは「37の室内を持つ」というコピーだった。
- このモデルから、E-GDER より続いた、2.0LのFull Time 4WD車のリアデフに組み込まれていた純正LSDが落とされ、オープンデフとなった。
- エンジンは直列4気筒DOHCを基本とし、2.0Lはダイリューテッドバーン(通称:Dバーン,希釈燃焼)と呼ばれる170PS版（FS-ZE、ハイオク仕様、後にファミリアセダンSPORT20・ファミリアSワゴンSPORT20・マツダスピードファミリアに搭載される）と140PS版（FS-DE、アメリカで発売されたMazda Speed Protegeにて、ターボ化され170psを発生させた）の2本、1.8Lは125PSの1本、そして、ワゴンの4WD仕様VR-X（同モデル唯一の3ナンバー）に、クロノス譲りのKL-ZE型2.5L V6 DOHC、200PS[23]の計4本のラインナップからスタート。1998年7月、2.0Lクラス初となる直4SOHC16バルブ直噴ディーゼル仕様が追加される。
- 1999年10月8日、マイナーチェンジが行われ、セダン、ワゴンとも同じフロントマスクとなる。また、2.0L FF車にアクティブマチックが追加。ディーゼル仕様はカタログから落とされた。
- 2000年5月22日、ワゴンのみに、当時のマツダが行っていたプロジェクト「MMプロジェクト」による特別仕様車「ブリーザ」を追加。フロントエアダムスカート&サイドシルプロテクター&リアアンダースカート、同色フロントおよびリアバンパーモール&サイドプロテクションモール、フロントフォグランプ、ダークティンテッドガラスなどを特別装備。
- 2001年4月23日、ワゴンのSXスポルトをベースとした、「MMプロジェクト」による特別仕様車「@NAVIスポーツ」追加。マツダテレマティックス対応DVDナビを標準装備したほか、カーボン調インテリアパネル等を特別装備。1,650台限定。
- 2001年12月20日、カペラ史上最後の追加仕様となる「SXスポルトII」を発売。新デザイン(ファミリアS-ワゴンと共用)の16inアルミホイール、インダッシュ6連奏CDチェンジャー、ガラスハッチ、ハイマウントストップランプ内蔵大型ルーフスポイラーを採用した。これにより「SX」および「SXスポルト」は新機種「SXスポルトII」に統合された。
- 2002年（平成14年）2月[24]、セダンの生産終了。在庫対応分のみの販売となる。
- 2002年（平成14年）4月[25]、ワゴンも生産終了。在庫対応分のみの販売となる。
- 2002年（平成14年）8月、後継車のアテンザの登場後も数ヶ月間、在庫整理として継続販売されていたが、販売終了。32年間継続したカペラのネーミング自体も消滅した。

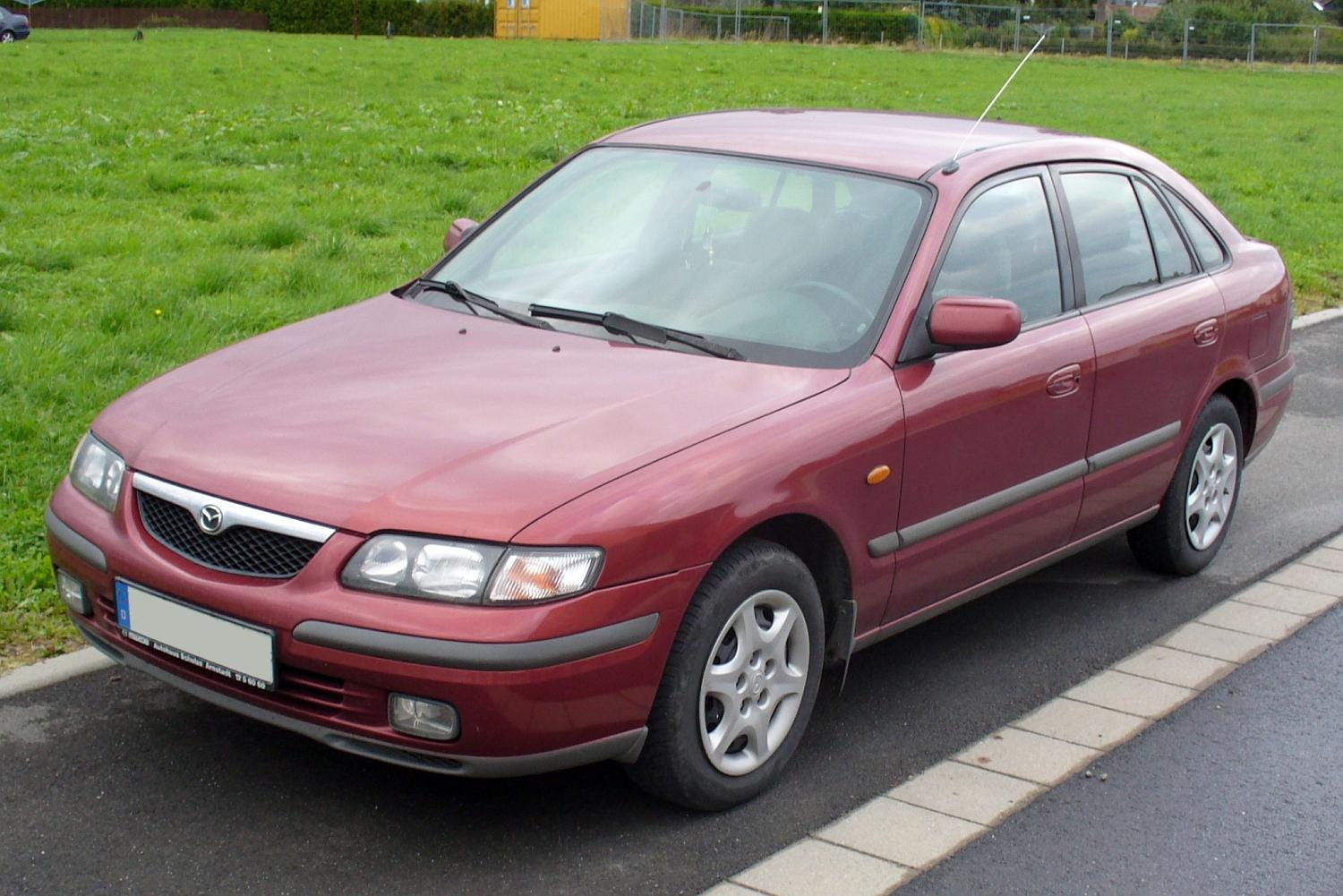
ハッチバック（日本未発売、前期型、1997年8月 - 1999年11月）
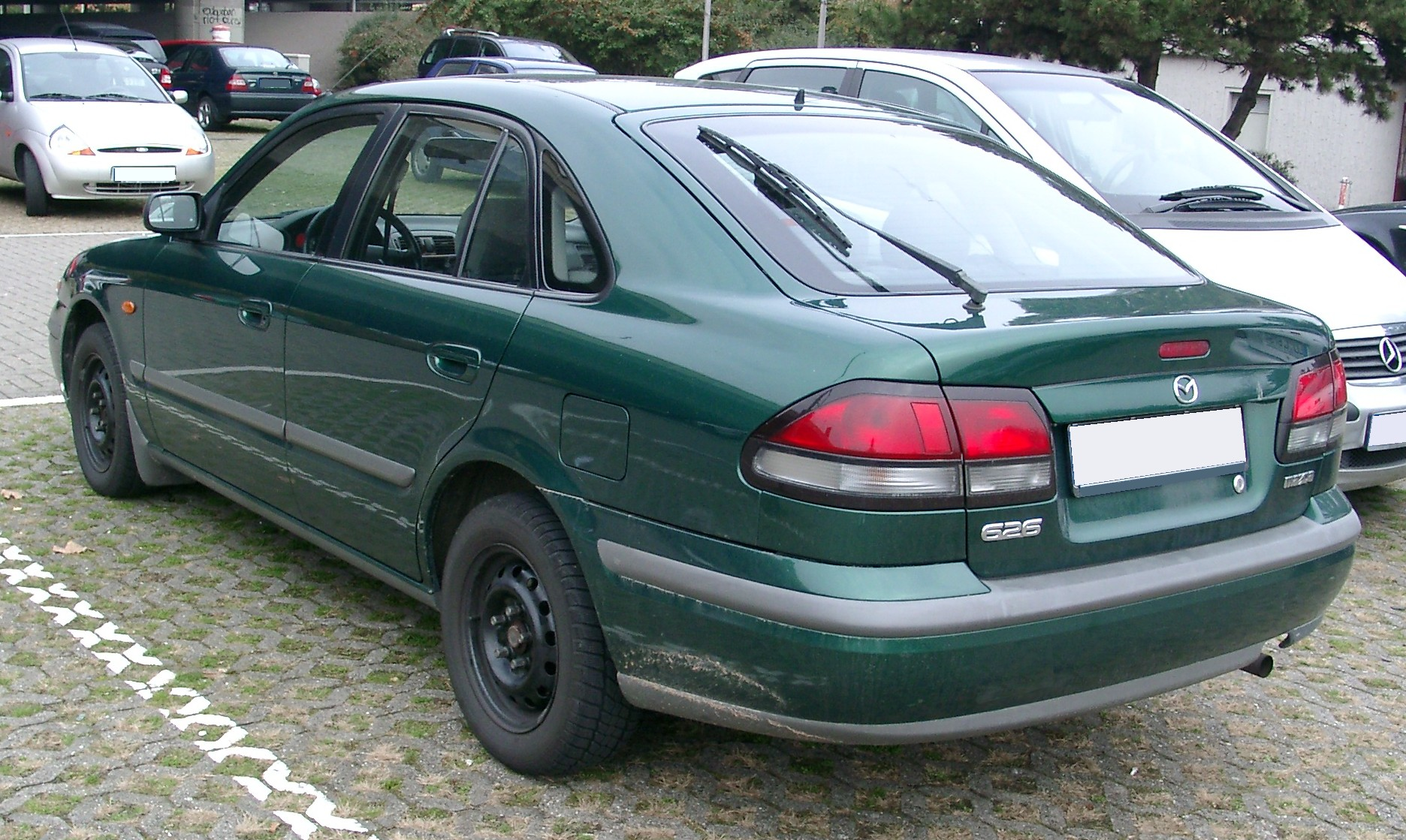
ハッチバック（日本未発売、リア）
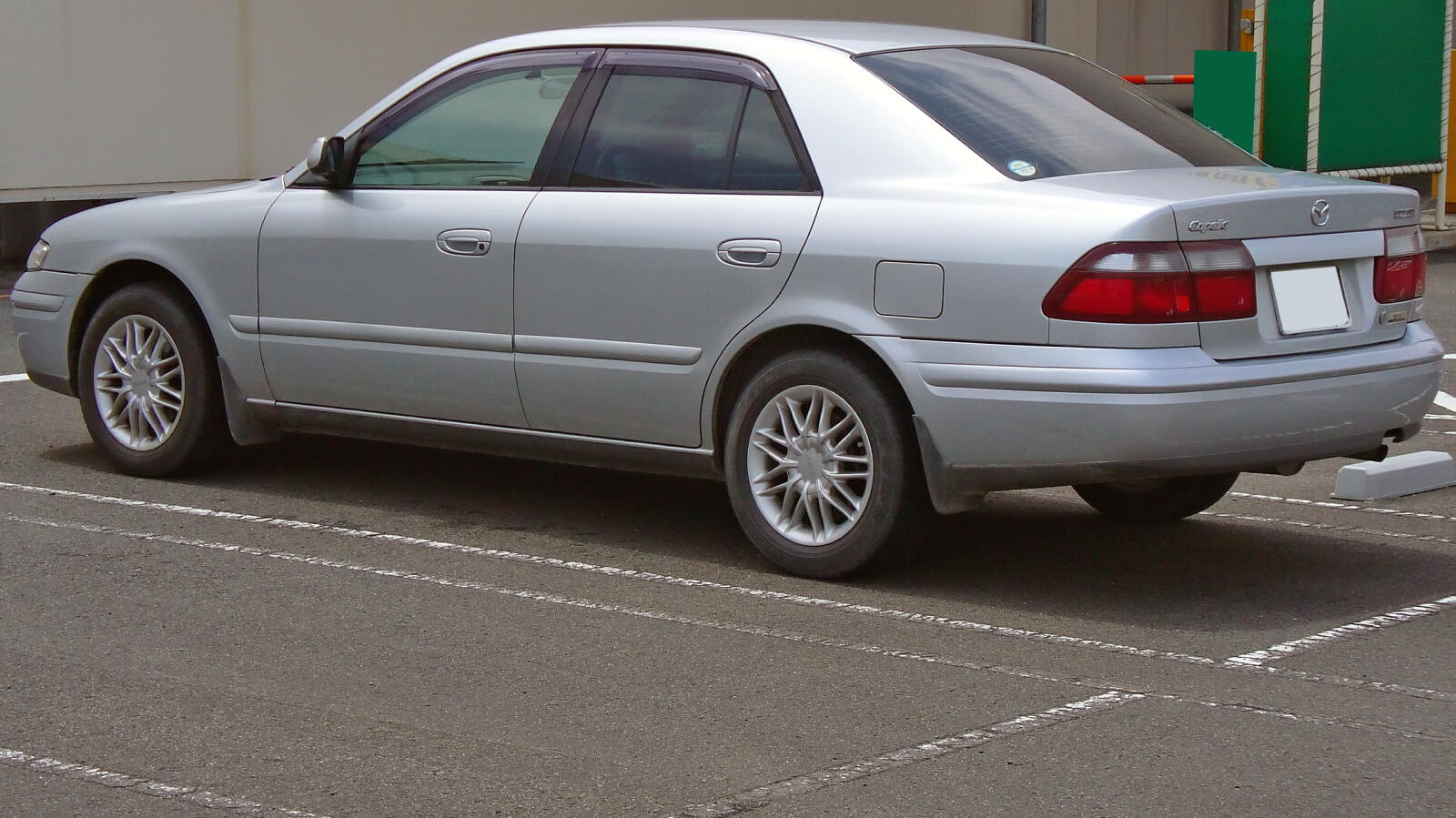
セダン（前期型、リア）
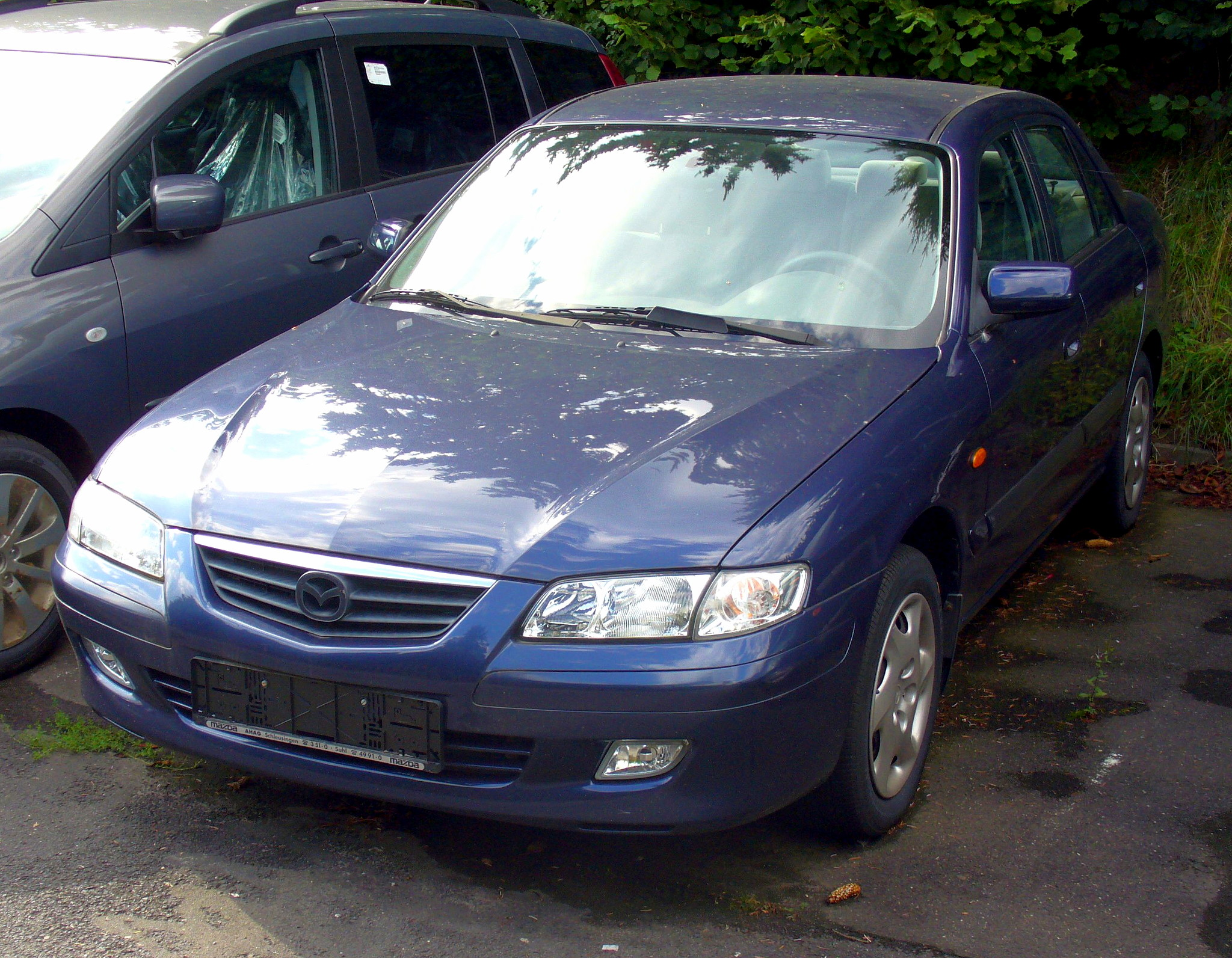
セダン（626）後期型（1999年11月 - 2002年8月）
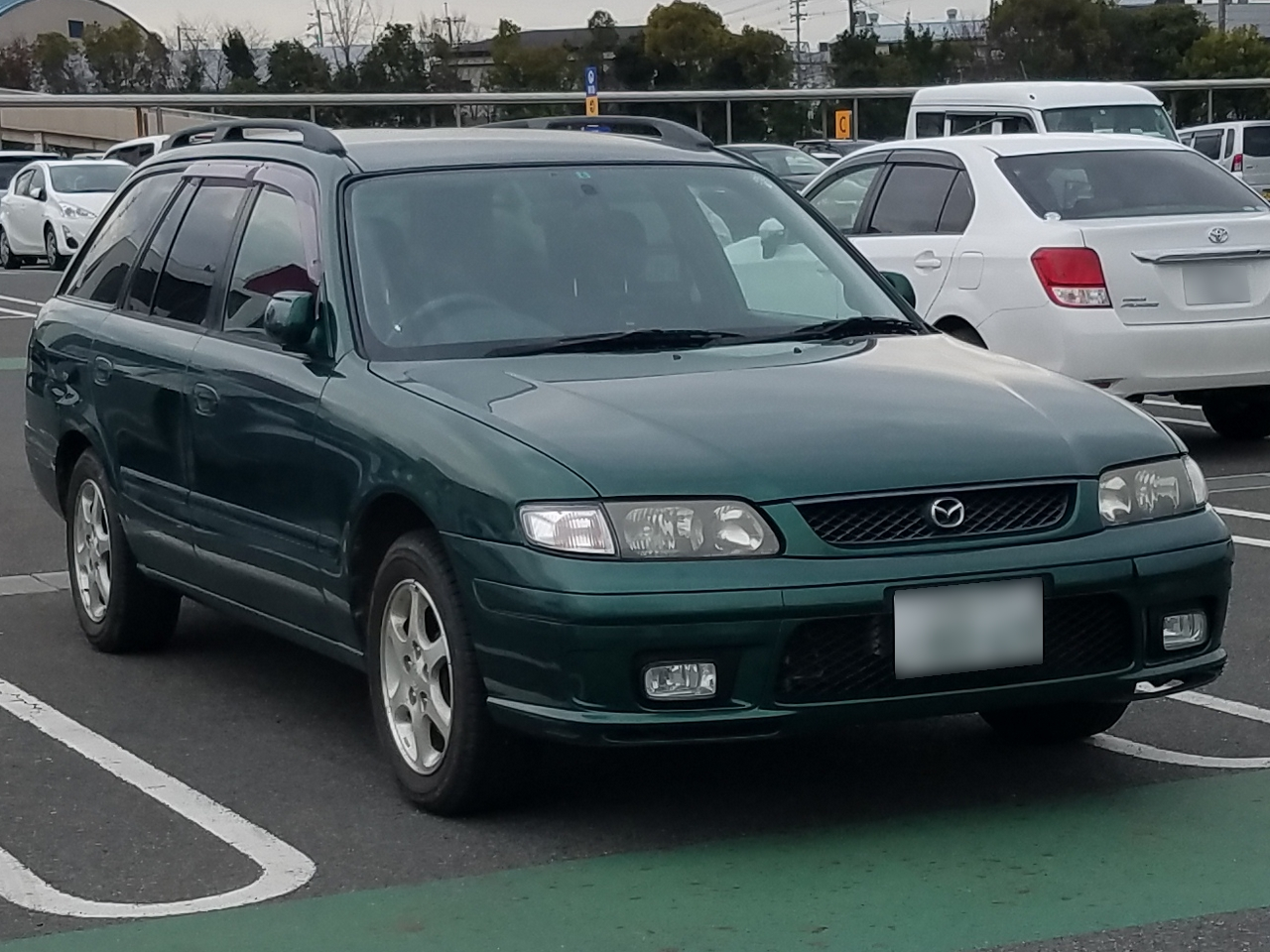
ワゴン（前期型）
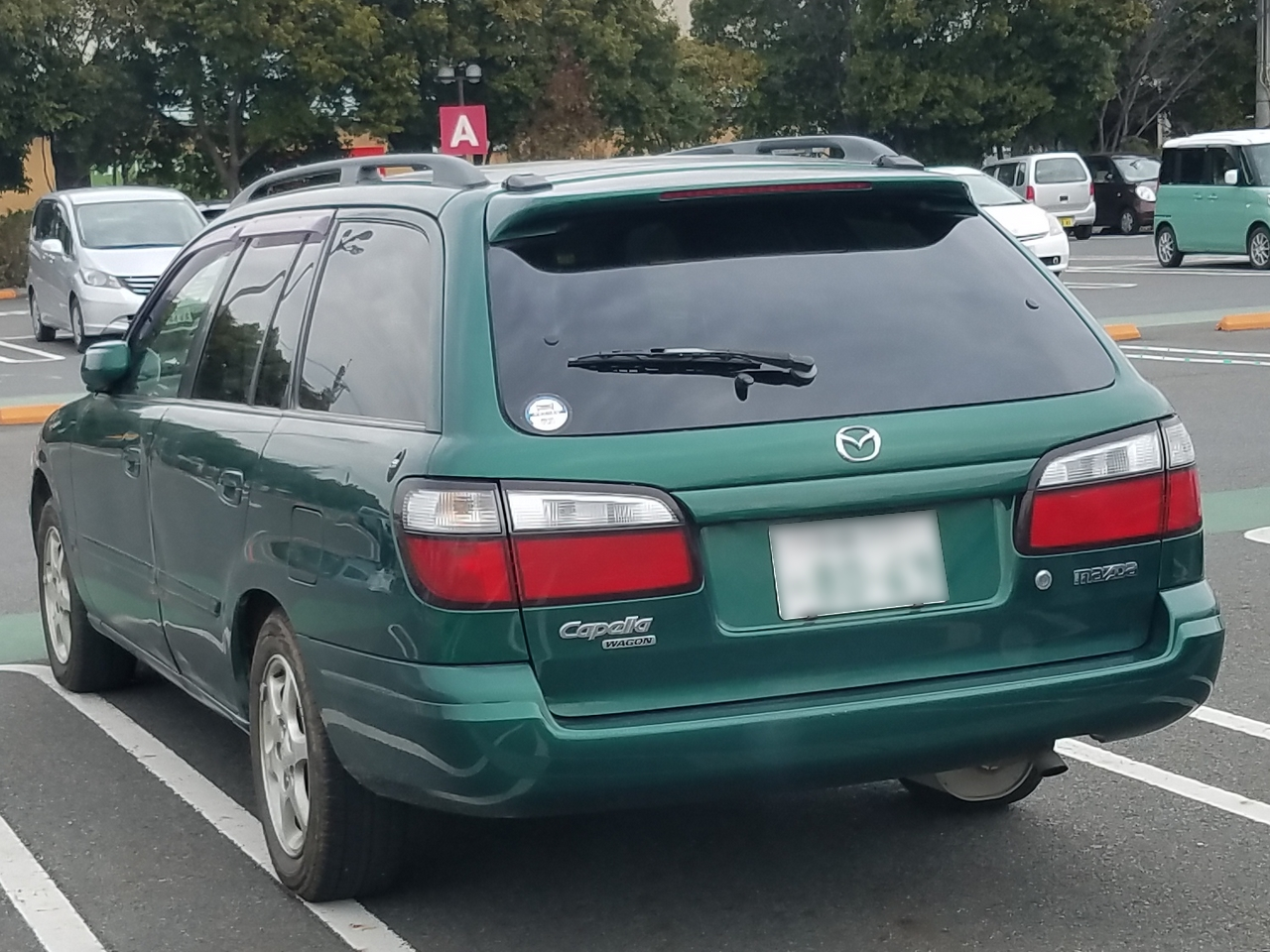
ワゴン（前期型、リア）
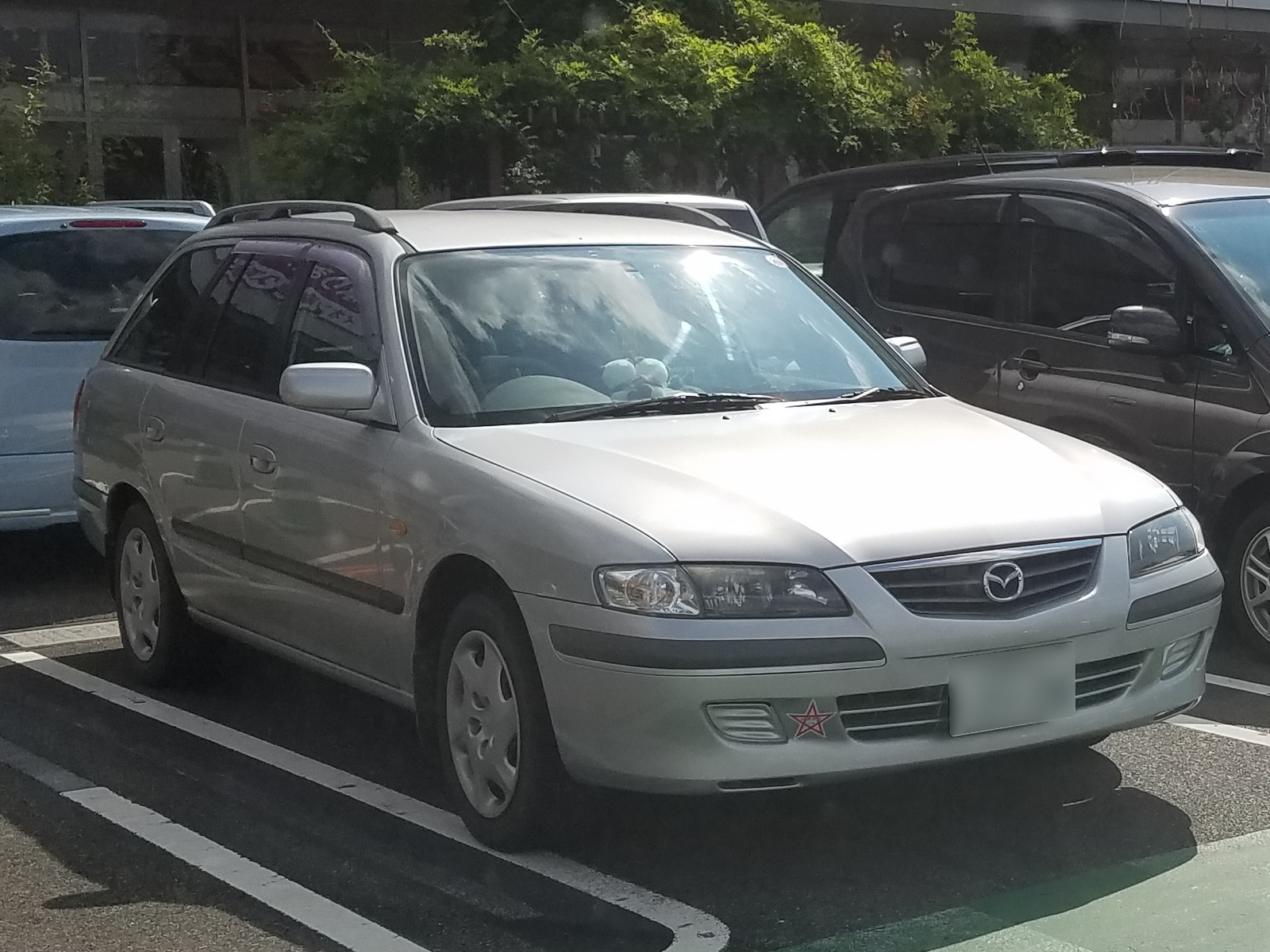
ワゴン（後期型）
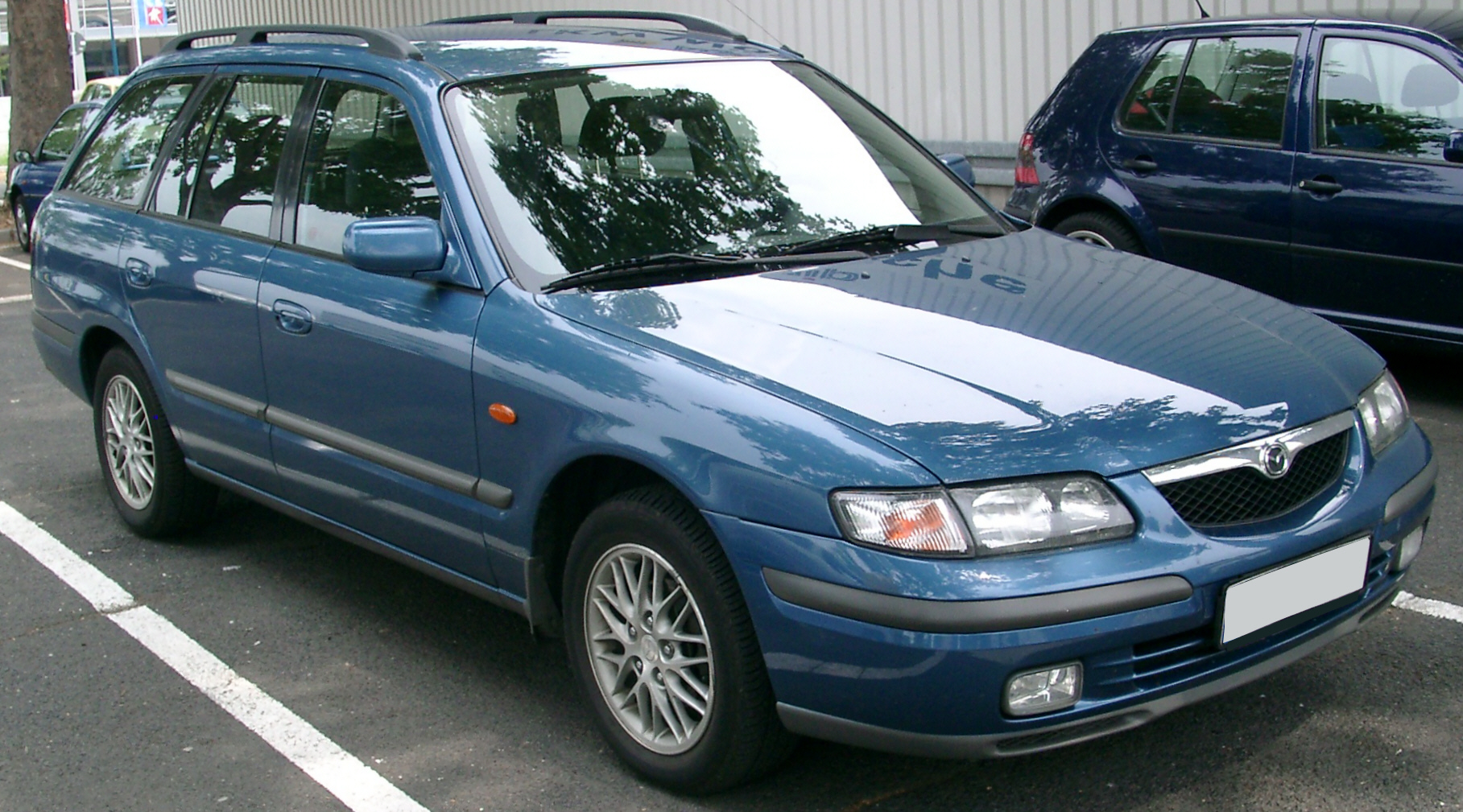
ワゴン（626）
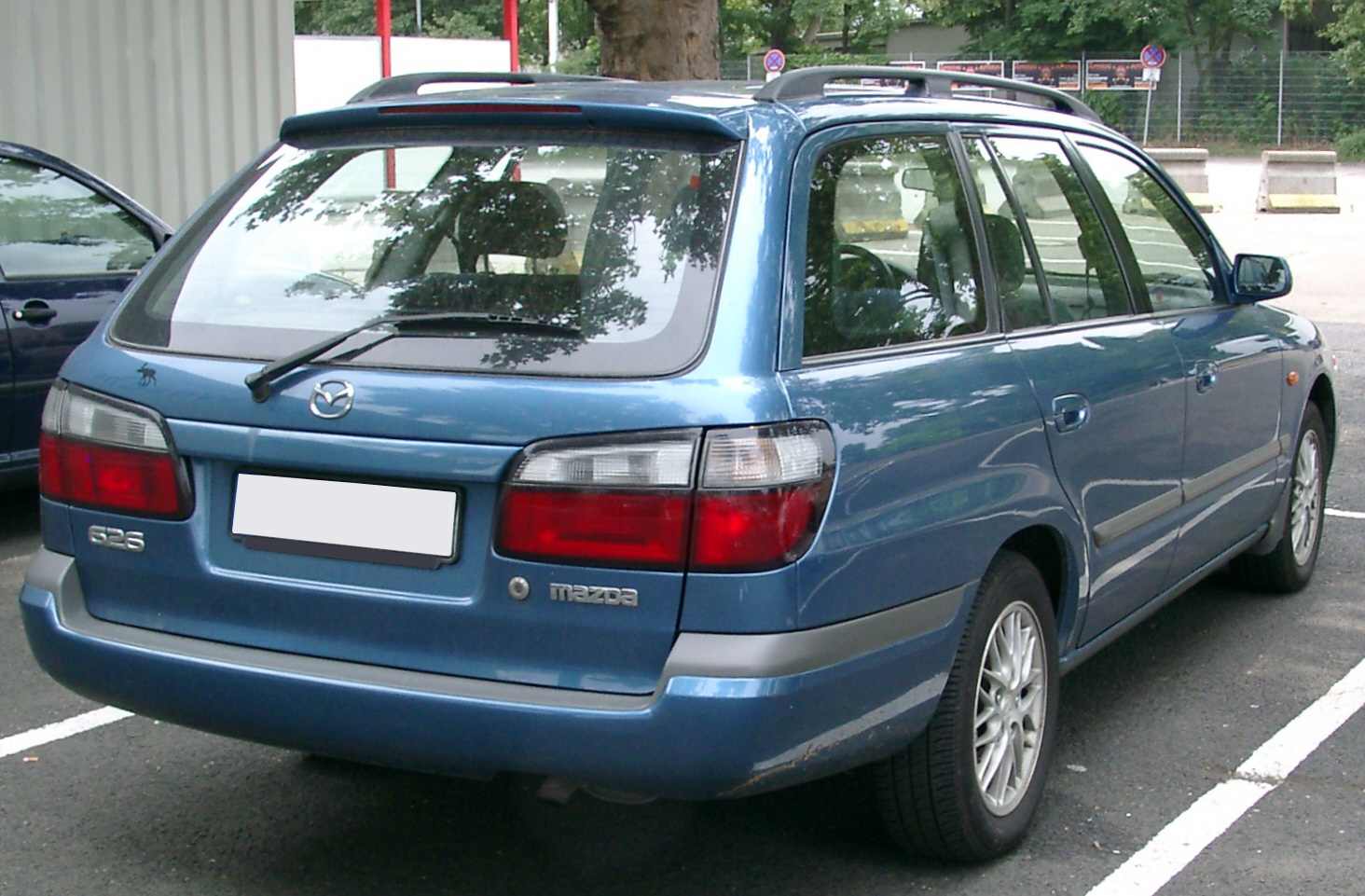
ワゴン（626、リア）

## プラットフォーム
プラットフォームは、ベース車がFF化されて以降は主にマツダ・Gプラットフォームが採用されていた。クロノスの販売不調を受けて急遽復活した際、3ナンバー化したマツダ・Gプラットフォームに代わりマツダ・CGプラットフォームが採用されていた（期間は1994年から1997年）。

## 車名の由来
- 1970年代のスターになるようにとの思いから、ぎょしゃ座の首星（α星）「カペラ」から命名された。